# 장연송
장연송(張連松, 1901년 12월 11일 함북 길주 ~ 1956년)은 대한민국의 국회의원이었다.

## 약력
- 함경북도 길주군 길상리에서 태어났다.[1]
- 니혼 대학 경제과 졸업
- 한민당 중앙위원
- 과도정부입법의원 의원
- 한국전쟁 때 조선민주주의인민공화국으로 납북되었다. 1956년 7월 2일 재북평화통일촉진협의회 결성대회 참석후 지병인 심장병과 폐병이 도져 병원에서 치료를 받다가 같은해 11월 6일 운명하였다는 기록[2]과 같은 해 10월 30일에 운명하였다는 기록[1] 이 있다.

## 역대 선거 결과
|  | 27.86% |

|  | 20.92% |

|  | 36.41% |

## 참고자료
- 장연송 - 대한민국헌정회